# Montecalvo in Foglia
Montecalvo in Foglia là một đô thị ở tỉnh Pesaro và Urbino trong vùng Marche, nằm cách 70 km về phía tây bắc của Ancona và khoảng 25 km về phía tây nam của Pesaro. Tại thời điểm ngày 31 tháng 12 năm 2004, đô thị này có dân số 2.579 và diện tích là 18,2 km².

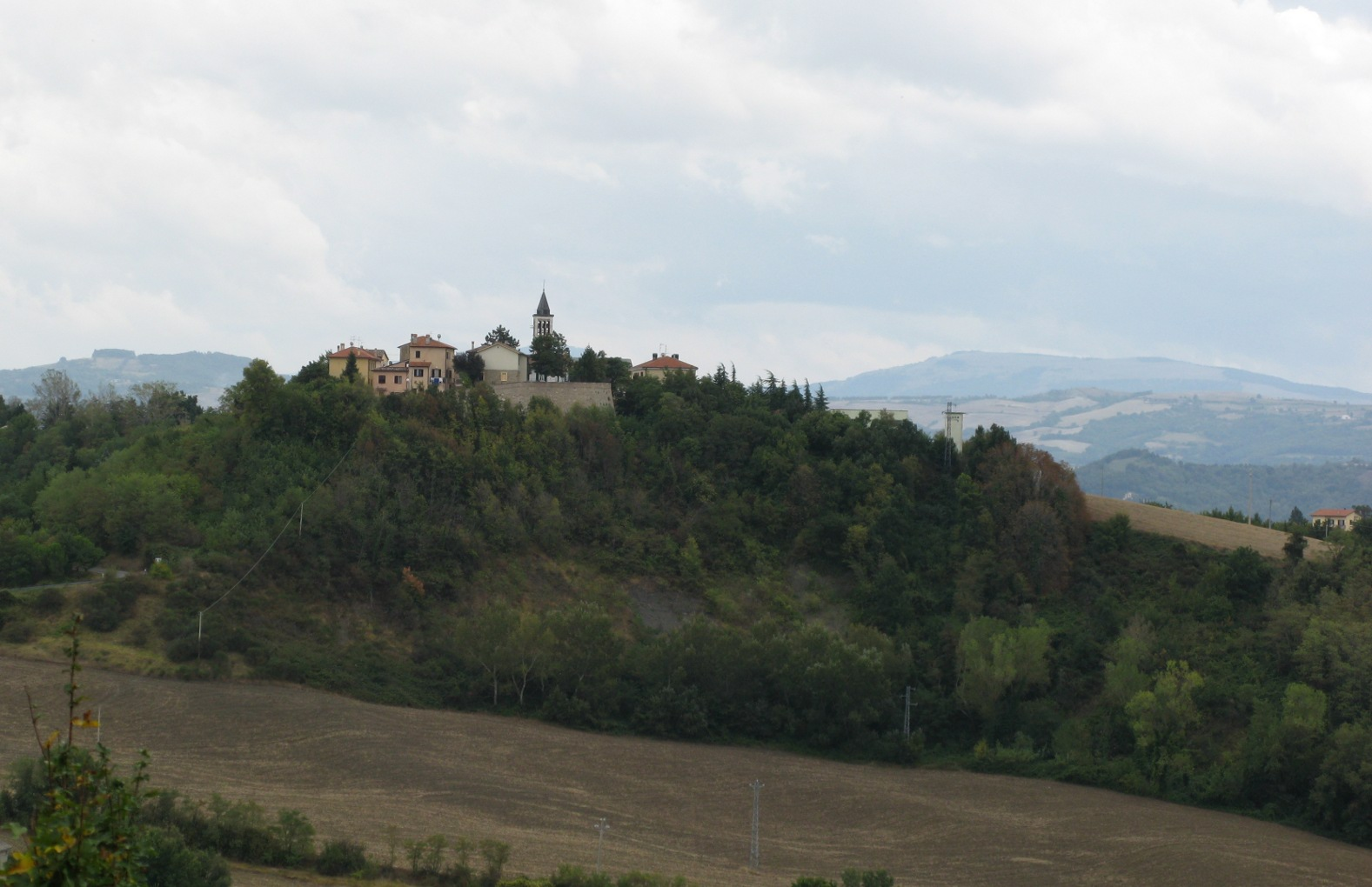
Montecalvo in Foglia

Đô thị Montecalvo in Foglia có các frazioni (các đơn vị trực thuộc, chủ yếu là các làng) Borgo Massano and Ca' Gallo.
Montecalvo in Foglia giáp các đô thị sau: Colbordolo, Mondaino, Tavullia, Urbino.